# オクタメチルピロホスホルアミド
オクタメチルピロホスホルアミド（英語: Octamethyl pyrophosphoramide）または、シュラーダン（英語: schradan）は、化学式がC8H24N4O3P2の有機化合物で、柑橘類、リンゴ、ナシ、ホップの害虫の殺虫剤として使用されていた有機リン化合物である。また、現在はその高い毒性により、日本の毒物及び劇物取締法第二条によって特定毒物に指定されている。
形状は粘稠な液体でわずかに刺激性のある辛味を有する。また中性ないしアルカリ中では安定だが、酸性では加水分解し、リン酸とジメチルアミンに分解する。

## 毒性症状
あらゆる経路からも強い毒性を示し、中枢神経、副交感神経系統に作用して一般の有機リン中毒の症状のほかに眼球突出、血性の流涙等を引き起こす。
急性毒性は経口投与でLD50 2mg/kg（マウスにおける値）である。